# Walkeringham
Walkeringham is een civil parish in het bestuurlijke gebied Bassetlaw, in het Engelse graafschap Nottinghamshire met 1022 inwoners.